# Indreabhán
Indreabhán (in inglese Inveran o Inverin) è una piccola località irlandese della Contea di Galway, situata nella parte settentrionale della baia di Galway in una vasta gaeltacht. L'importanza del centro è dovuta al fatto che ospita un piccolo aerodromo, Aerfort na Minna, dal quale partono voli di piccoli aeroplani della Aer Arann che la collegano alle vicine Isole Aran.